# FRHI Hotels & Resorts

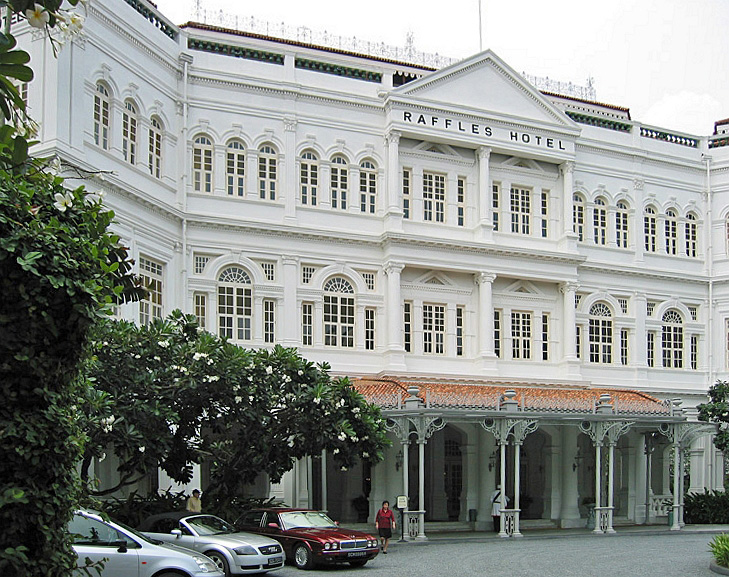
Raffles Hotel a Singapore

FRHI Hotels & Resorts è una catena alberghiera canadese nata nel 2006 con sede a Toronto di proprietà della qatarina Katara Hospitality e della saudita Kingdom Holding Company.